# Igår, idag, imorgon
 Igår, idag, imorgon (italienska:  Ieri, oggi, domani) är en komedifilm i antologiformat från 1963. Den regisserades av den italienska regissören Vittorio De Sica  och medverkar gör stjärnor som bland andra Sophia Loren och Marcello Mastroianni. Filmen består av tre korta berättelser om par i olika delar av Italien. 

## Handling

### Adelina i Neapel
År 1953, i de fattigare delarna av Neapel, försörjer Adelina (Loren) sin arbetslösa man Carmine (Mastroianni) och sitt barn genom att sälja insmugglade cigaretter. När hon inte kan betala sina böter ska hennes möbler beslagtas men hennes grannar hjälper henne genom att gömma dem. En advokat som bor i området upplyser Carmine om Adelina kommer att fängslas eftersom böter och möbler står i hennes namn. Enligt italiensk lagstiftning kan dock inte en havande kvinna fängslas under en graviditet eller inom sex månader efter en graviditet, så Adelina bestämmer sig för att avsiktligt hålla sig gravid. Efter sju barn är Carmine utmattad och Adelina måste göra valet att bli gravid med deras gemensamma vän Pasquale (Aldo Giuffrè), eller att spärras in. 

### Anna i Milano
Anna (Loren i kläder designade av Christian Dior) är gift med en mycket rik industriman och har en älskare som heter Renzo (Mastroianni). När de tillsammans åker i hennes mans Rolls Royce, måste Anna välja vad som är viktigast för henne, Renzo eller Rollsen. Renzo måste ompröva sin förälskelse i Anna, då hon inte visar några känslor när de nästan kör över ett barn. 

### Mara i Rom
Mara (Loren) arbetar som prostituerad i sin lägenhet. Hennes kunder är från det övre samhällsskiktet, inklusive Augusto (Mastroianni), den rika, mäktiga och neurotiska sonen till en av Bolognas industrimän. 
Maras ålderstigna grannes sonson, en stilig och oerfaren ung man som studerar till präst, är på besök och förälskar sig då i Mara. Till sin mormors bestörtning vill den unge mannen lämna sin präststudier för att vara med Mara eller gå med i Franska främlingslegionen om Mara avvisar honom. Mara lovar att fösa den unge mannen tillbaka in i rättfärdighetens fålla och få honom att återvända till sina studier. Hon tar hjälp av Augusto med detta uppdrag. I filmens klimax framför Mara en striptease.

## Skådespelare
- Sophia Loren - Adelina Sbaratti / Anna Molteni / Mara
- Marcello Mastroianni - Carmine Sbaratti / Renzo / Augusto Rusconi
- Aldo Giuffrè - Pasquale Nardella (i delen "Adelina")
- Agostino Salvietti - Dr Verace (i delen "Adelina")
- Lino Mattera - Amedeo Scapece (i delen "Adelina")
- Tecla Scarano - Verace syster (i delen "Adelina")
- Silvia Monelli - Elivira Nardella (i delen "Adelina")
- Carlo Croccolo - auktionsförrättaren (i delen "Adelina")
- Pasquale Cennamo - Chief Police (i delen "Adelina")
- Tonino Cianci - (i delen "Adelina") (som Antonio Cianci)
- Armando Trovajoli - Giorgio Ferrario (i delen "Anna")
- Tina Pica - Farmor Ferrario (i delen "Mara")
- Gianni Ridolfi - Umberto (i delen "Mara") (som Giovanni Ridolfi)
- Gennaro Di Gregorio - Farfar (i delen "Mara")

## Priser
- 1965 Oscar för Bästa utländska film
- 1965 BAFTA Award för bästa utländska manliga huvudroll - Marcello Mastroianni
- 1964 Golden Globes - Samuel Goldwyn Award
- 1964 David di Donatello Awards - David för bästa produktion - Carlo Ponti